# Горлиця рожевочерева

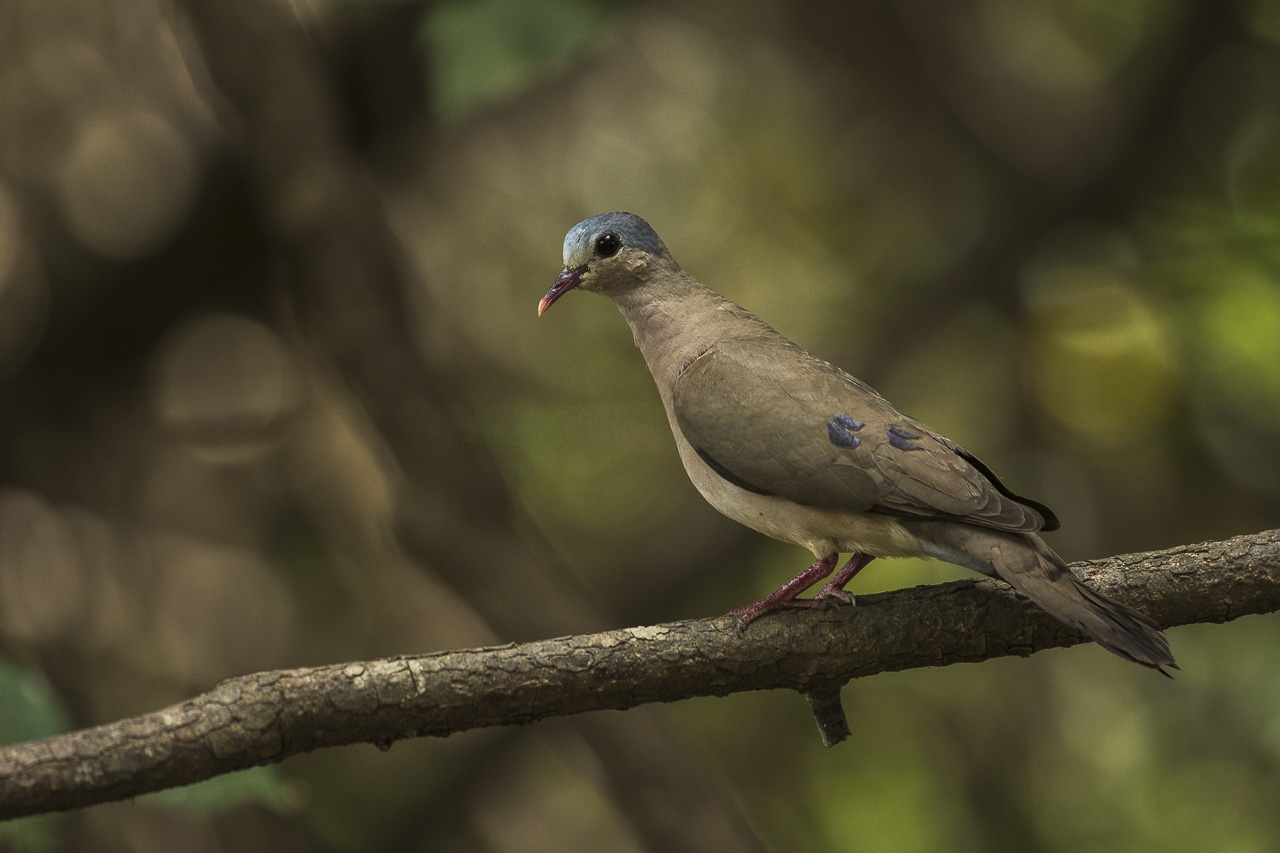
Рожевочерева горлиця

Горлиця білолоба (Turtur afer) — вид голубоподібних птахів родини голубових (Columbidae). Мешкає в Африці на південь від Сахари.

## Таксономія
В 1760 році французький зоолог Матюрен Жак Бріссон включив опис рожевочеревої горлиці до своєї книги «Ornithologie», описавши птаха за зразком з Сенегалу. Він використав французьку назву La tourterelle de Sénégal та латинську назву Turtur senegalensis. Однак, хоч Бріссон і навів латинську назву, вона не була науковою, тобто не відповідає біномінальній номенклатурі і не визнана Міжнародною комісією із зоологічної номенклатури. Коли в 1766 році шведський натураліст Карл Лінней випустив дванадцяте видання своєї Systema Naturae, він доповнив книгу описом 240 видів, раніше описаних Бріссоном. Одним з цих видів була рожевочерева горлиця, для якої Лінней придумав біномінальну назву Columba afra. Згодом вона була переведена до роду Африканська горлиця (Turtur).

## Опис
Довжина птаха становить 22. Виду не притаманний статевий диморфізм. Верхня частина голови блакитнувато-сіра, лоб дещо світліший. Від дзьоба до очей ідуть чорні смуги. Верхняя частина тіла коричнювато-сіра, горло і груди рожевуваті. На кожному крила дві блискучих синіх плями. Дзьоб червоний, кінчик дзьоба жовтуватий.

## Поширення і екологія
Рожевочерві горлиці мешкають переважно в Західній і Центральній, а також в деяких районах Східної і Південної Африки. Вони живуть в тропічних лісах, саванах, чагарникових заростях, в садах, на пасовищах і плантаціях. Зустрічаються на висоті до 2000 м над рівнем моря. Рожевочереві горлиці віддають перевагу більш вологішим місцям, ніж сомалійські горлиці. Їм притаманне сезонне кочування: так, в Гані вони мігрують на південь під час сухого сезону, а в Малі трапляються лише під час сезону дощів.

## Поведінка
Рожевочереві горлиці живляться переважно насінням трав. Розмножуються протягом всього року. Гніздо розміщується на нижніх гілках дерева або в чагарниках і являє собою пласку платформу, зроблену з хмизу. В кладці 2 білих яйця. Інкубаційний період триває 13 днів, пташенята покриваються пір'ям на 13-14 день.